# Liszt Ferenc tér
Liszt Ferenc tér est une vaste place de Budapest, située dans le quartier de Terézváros (6e arrondissement) à proximité d'Andrássy út et du Nagykörút. On y trouve le siège de l'Université de musique Franz-Liszt. La place forme avec Jókai tér un vaste espace conquis par les terrasses et les débits de boisson.